# Lin Chi-wen
Lin Chi-wen (林紀妏T, Lín JìwènP; Chiayi, 19 agosto 1983) è un'ex cestista taiwanese.

## Carriera
Con Taiwan ha disputato due edizioni dei Campionati mondiali (2002, 2006).